# Zapornia
Zapornia är ett släkte med fåglar i familjen rallar inom ordningen tran- och rallfåglar. Medlemmarna i familjen har tidigare placerats i släktena Porzana eller i Amaurornis, men efter genetiska studier urskiljer de flesta taxonomiska auktoriteter Zapornia. Släktet omfattar bland annat de i Europa förekommande arterna mindre sumphöna och dvärgsumphöna.

## Systematik
Tidigare placerades Zapornia-arterna i Porzana eller Amaurornis. DNA-studier visar dock att medlemmarna i gruppen snarare står närmast Rallina och endast avlägset typarterna för Porzana respektive Amaurornis. De har därför lyfts ut till ett eget släkte.

## Utbredning
Släktet omfattar tio nu levande arter med vid utbredning från Europa, Afrika och Asien österut till öar i Stilla havet. Tidigare var släktet mycket väl representerat i Stilla havet ända till Hawaiiöarna, men dessa har dött ut efter att människan anlänt. Den senaste arten att dö ut var laysansumphönan (Z. palmeri) som förekom på ön Laysan i östra Hawaiiöarna fram till 1944. 

## Artlista
Efter AviList:
- Rödbrun sumphöna (Z. fusca)
- Amursumphöna (Z. paykullii)
- Brun sumphöna (Zapornia akool)
- Korpsumphöna (Z. flavirostra)
- Mindre sumphöna (Z. parva)
- Dvärgsumphöna (Z. pusilla)
- Sankthelenasumphöna (Z. astrictocarpus)
- Laysansumphöna (Z. palmeri)
- Sakalavasumphöna (Z. olivieri)
- Svartstjärtad sumphöna (Z. bicolor)
- Hawaiisumphöna (Z. sandwichensis)
- Tahitisumphöna (Z. nigra)
- Hendersonsumphöna (Z. atra)
- Sotsumphöna (Z. tabuensis)
- Kosraesumphöna (Z. monasa)

### Utdöda i förhistorisk tid
- Mangaiasumphöna (Z. rua)
- Mindre oahusumphöna (Z. ziegleri)
- Molokaisumphöna (Z. menehue)
- Mindre mauisumphöna (Z. keplerorum)
- Större oahusumphöna (Z. ralphorum)
- Större mauisumphöna (Z. severnsi)